# Ritt Bjerregaard
Jytte Ritt Bjerregaard (19 de mayo de 1941-21 de enero de 2023) fue una política danesa, miembro del Partido Socialdemócrata de Dinamarca. Ocupó el cargo de Alcaldesa de Copenhague desde el 1 de enero de 2006 hasta el 31 de diciembre de 2009, siendo la primera mujer en acceder a ese cargo.
Ritt Bjerregaard fue miembro de la Comisión Europea entre 1995 y 1999, en representación de Dinamarca.

## Vida personal
Tras graduarse en magisterio en 1964, trabajó como maestra de escuela primaria hasta 1970. En 1971 se convirtió en profesora asistente del Instituto de Odense. Estuvo casada con el historiador Søren Mørch desde 1966.
En su tiempo libre se ocupaba de la jardinería de una granja orgánica, cultivando manzanas.

## Carrera política
Fue miembro del parlamento danés (Folketinget) desde el 21 de septiembre de 1971 hasta el 22 de enero de 1995, y desde el 20 de noviembre de 2001 hasta el 8 de febrero de 2005. Ocupó distintas carteras ministeriales durante los gobiernos de Anker Jørgensen y Poul Nyrup Rasmussen. En 1970 fue elegida para el Consejo de la ciudad de Odense, cargo que ocupó durante un solo mandato, dimitiendo en 1973. Ganó las elecciones para Lord Mayor de Copenhague con el partido socialdemócrata el 16 de noviembre de 2005.
Fue comisaria de la Unión Europea, encargándose de la cartera de medioambiente, seguridad nuclear y protección civil, durante la Comisión presidida por Jaques Santer entre 1995 y 1999. Asistió, al menos, a una conferencia del Grupo Bilderberg.
Estuvo involucrada en varias organizaciones. Fue vicepresidenta de la Comisión de Cooperación y Seguridad Europea y de la Asociación Internacional de Mujeres Socialistas entre 1992 y 1994.